# Липованка
Липованка (рум. Lipovanca) — село в Сынжерейском районе Молдавии. Наряду с сёлами Новые Биличены и Новые Мындрешты входит в состав коммуны Новые Биличены.

## География
Село расположено на высоте 117 метров над уровнем моря.

## Население
По данным переписи населения 2004 года, в селе Липованка проживает 124 человека (60 мужчин, 64 женщины). Согласно последним данным в селе постоянно проживают около 80 человек, в середине XX века проживало 500.
Этнический состав села:
| Национальность | Число жителей | Процентный состав |
| -------------- | ------------- | ----------------- |
| украинцы       | 72            | 58.06             |
| молдаване      | 40            | 32.26             |
| цыгане         | 8             | 6.45              |
| русские        | 3             | 2.42              |
| евреи          | 1             | 0.81              |
| Всего          | 124           | 100 %             |